# Эль-Мешад, Яхья
Яхья эль-Мешад (вариант транслитерации эль-Машад, араб. يحيى المشد‎; 11 января 1932, Бенха — ночь с 13 на 14 июня 1980, Париж) — египетский физик-ядерщик, профессор, руководитель ядерной программы Ирака. Был убит в Париже при не выясненных до конца обстоятельствах: согласно общепринятой версии, к убийству был причастен «Моссад», пытавшийся остановить процесс строительства ядерного реактора «Осирак» (сами израильтяне категорически отрицали причастность к смерти Эль-Мешада).

## Биография
Родился 11 января 1932 года в египетском городе Бенха. Учился в городе Танта, окончил в 1952 году кафедру электротехники инженерного факультета Александрийского университета. В 1956 году он отправился в Лондон для написания диссертации, однако в связи с Суэцким кризисом решил продолжить образование в Москве, провёл в СССР шесть лет. В 1963 году защитил докторскую диссертацию по ядерным технологиям. Пребывал в Норвегии в 1963—1964 годах, в Египет вернулся в 1964 году.
С 1964 года преподавал в Александрийском университете на инженерном факультете, читал лекции на факультете атомной энергетики, позже стал профессором. Автор более 50 научных работ. Совмещал преподавательскую деятельность с работой в национальном агентстве по атомной энергетике вплоть до 1967 года и Шестидневной войны, в связи с которой ядерная программа Египта была приостановлена в июне того же года (после 1973 года перспективы дальнейшего развития только ухудшились). Вскоре эль-Мешад уехал в Ирак, где возглавил национальную ядерную программу и следил за исполнением соглашения о сотрудничестве в ядерной сфере между Ираком и Францией, которое было заключено 18 ноября 1975 года.
На эль-Мешада израильская разведслужба «Моссад» вышла через другого иракского физика, Бутруса ибн Халима, который работал в исследовательском центре в Сарселе. Израильтяне пытались с его помощью найти способ остановить строительство или хотя бы саботировать эксплуатацию иракского ядерного реактора «Осирак» (реактор класса «Осирис» французского производства), который, по мнению Израиля, мог использоваться Ираком в перспективе для создания атомного оружия. В один из дней 1980 года эль-Мешад прибыл в Париж в связи с тем, что поставляемые французами запасы урана для нужд иракского реактора не соответствовали оговорённым требованиям: французы потребовали, чтобы физик-ядерщик лично явился для дальнейших обсуждений. Согласно мемуарам агента Моссада Виктора Островского, иракцы пытались получить обогащённый уран и отказывались от идеи заменить уран иным соответствующим требованиям топливом. Тайно сотрудничавший с ибн Халимом агент Моссад, имевший при себе документы на имя британца Джека Донована, безуспешно пытался заполучить от ибн Халима или эль-Мешада какие-либо сведения.
Эль-Мешад был одним из выдающихся арабских учёных-ядерщиков, приближённых к высшему военному и политическому руководству Ирака. У него были жена Замуба и трое детей (две дочери и сын): супруга говорила, что её муж был готов заниматься исследованиями в области ядерных технологий и ядерного оружия с таким усердием, что при необходимости пожертвовал бы собой ради достижения цели.

## Убийство

### Обстоятельства смерти
7 июня 1980 года эль-Мешад снова прибыл в Париж для обсуждения сделки по поставке урана в Ирак. Во время визита в центр Сарселя он заявил, что Ирак благодаря развитию атомной энергетики изменит лицо арабского мира и ход мировой истории, что, по словам Островского, сильно взволновало Израиль. Перед визитом его супруга Замуба сообщила, что изначально вся семья собиралась лететь в отпуск в Каир, однако после телефонного звонка и долгих уговоров эль-Мешад согласился снова вылететь в Париж, хотя выглядел он крайне нервным. О перемещениях эль-Мешада знали в парижской резидентуре «Моссада» вплоть до места, где он остановился на отдых (отель Le Meridien, комната 9041). Им было известно, что эль-Мешад заказывал проституток для снятия напряжения; в частности, по рекомендации того же ибн Халима и «Джека Донована» он приглашал к себе француженку Мари-Клод Магаль (фр. Marie Claude Magale), известную под прозвищем «Мари Экспресс» (фр. Marie Express).
Эль-Мешад был убит в номере парижской гостиницы в ночь с 13 на 14 июня 1980 года, а его тело обнаружили на следующий день. Согласно материалам расследования, никто не забирал ни личные вещи эль-Мешада, ни документы, ни деньги: нетронутым остался даже кошелёк с 1400 франков наличными, в связи с чем отпала версия об убийстве с целью ограбления. В ряде источников сообщалось, что эль-Мешаду либо нанесли многочисленные ножевые ранения, либо размозжили голову. Следствием прорабатывалась версия о том, что в какой-то момент, когда эль-Мешада не было в номере, туда забрался неизвестный, который стал рыться в бумагах постояльца, однако вскоре эль-Мешад вернулся, и неизвестному не оставалось ничего другого, кроме как убить его.

### Версия о причастности «Моссада»
Французы подозревали, что к убийству эль-Мешада был причастен «Моссад», но у них не было доказательств. Французские спецслужбы полагали, что убийство было совершено с такой жестокостью, что точно не походило на работу профессионала, характерную для «Моссада». Версию причастности «Моссада» к убийству эль-Мешада подробно описал его бывший сотрудник Виктор Островский. Согласно его мемуарам, вечером 13 июня 1980 года эль-Мешад вызвал к себе в номер Мари-Клод Магаль, назначив встречу с ней в 19:30. Незадолго до этого в его номер постучался каца (оперативный офицер) «Моссада» Йегуда Гиль, знавший превосходно арабский язык. «Моссад» надеялся напрямую предложить эль-Мешаду большую сумму денег в обмен на прекращение работы над иракской ядерной программой, но иракец выгнал Гиля с порога и пригрозил вызвать полицию. В случае отказа израильтяне должны были избавиться от иракца. Магаль провела несколько часов в номере, прежде чем покинуть эль-Мешада. Когда тот заснул, в номер вошли двое человек, воспользовавшись дубликатом ключей, и перерезали эль-Мешаду горло. Факт убийства эль-Мешада агентами «Моссада» должен был стать предупреждением в адрес учёных, работавших над иракской ядерной программой. Островский утверждал, что устранение эль-Мешада было одобрено на высшем уровне, а именно премьер-министром Израиля, которому шеф «Моссада» должен был сообщить имя эль-Мешада и изложить основания для его ликвидации.
1 июля 1980 года Мари-Клод Магаль, последней посетившая эль-Мешада перед его гибелью, дала показания французскому Управлению территориального наблюдения (DST). Она рассказала всё, что знала о своём клиенте и о событиях того дня, а также добавила, что слышала какие-то голоса из его номера, но при этом не слышала ни звуков борьбы, ни криков. По мнению Островского, факт того, что Мари-Клод доложила французским службам безопасности о случившемся, вынудил израильтян пойти на убийство Мари-Клод, чтобы не дать французам выйти на след «Моссада». Об обстоятельствах убийства эль-Мешада и о своём обращении в силовые структуры Мари-Клод рассказала ещё одной проститутке, которая, ничего не подозревая, сообщила о случившемся человеку, работавшему на «Моссад». Ночью 12 июля 1980 года, спустя месяц после смерти эль-Мешада, Мари Клод была сбита насмерть автомобилем на бульваре Сент-Жермен. В ту ночь она подошла к водителю чёрного «Мерседеса», который подозвал её, чтобы договориться о возможной встрече, но после непродолжительной беседы толкнул её под колёса приближавшегося другого автомобиля. Девушка погибла на месте, а обе машины скрылись с места происшествия.
Обстоятельства смерти Мари-Клод Магаль французское следствие официально не установило, но пришло к выводу, что к смертям Магаль и эль-Мешада были причастны одни и те же лица. Несмотря на многочисленные заявления арабских источников о причастности «Моссада», израильские власти всячески отрицали причастность к убийству эль-Мешада, хотя и подтверждали, что с его смертью иракская ядерная программа фактически была остановлена. Реактор «Осирак» был разрушен в результате налёта израильской авиации в воскресенье 7 июня 1981 года.